# Paul Mercier
Paul Mercier nascido em 13 de julho de 1962 nos EUA, trabalha como roteirista e ator além de dublar, um de seus trabalhos conhecidos é do agente Leon S. Kennedy em Resident evil 4, ele é casado com a roteirista Paula Tiso.

## Trabalhos
| Trabalho                               | personagem      | Função             | Data | Tipo       |
| -------------------------------------- | --------------- | ------------------ | ---- | ---------- |
| Resident Evil 4                        | Leon S. Kennedy | Dublador           | 2005 | Video Game |
| Resident Evil: The Darkside Chronicles | Leon S. Kennedy | Dublador           | 2009 | Video Game |
| Resident Evil: Degeneration            | Leon S. Kennedy | Dublador           | 2008 | Filme CGI  |
| .hack//Sign                            | Bear            | Dublador (inglês)  | 2002 | Anime      |
| We Ourselves                           |                 | Diretor e Escritor | 2018 | Filme      |

## Referencias
1. ↑  «Famous Voice actors' 🎂 Birthdays, July 13, United States». www.bornglorious.com. Consultado em 12 de outubro de 2021
2. ↑  «Paul Mercier | LATW». latw.org. Consultado em 12 de outubro de 2021
3. ↑  «Exclusive biography of #PaulMercier and on her life.». FilmiBeat (em inglês). Consultado em 12 de outubro de 2021
4. ↑  https://www.behindthevoiceactors.com/Paula-Tiso/
5. ↑  MattosEntrevistas, Bruna (17 de novembro de 2009). «REVIL entrevista Paul Mercier». REVIL |. Consultado em 12 de outubro de 2021
6. ↑  Hurley, Leon (24 de janeiro de 2019). «Meet the real faces behind Resident Evil 2 Remake's Leon, Claire and Marvin». gamesradar (em inglês). Consultado em 12 de outubro de 2021
7. ↑  «Check out lists of Movies by #PaulMercier #Filmography». FilmiBeat (em inglês). Consultado em 12 de outubro de 2021
8. ↑  «.hack//Sign Anime Voice Actors / Seiyuu - AVAC.moe». avac.moe. Consultado em 12 de outubro de 2021 Ligação externa em |titulo= (ajuda)
9. ↑  «Paul Mercier's We Ourselves to premiere tonight at Savoy Cinema». Scannain (em inglês). 18 de outubro de 2018. Consultado em 12 de outubro de 2021